# Colpo grosso ma non troppo
Colpo grosso ma non troppo (Le Corniaud) è un film diretto da Gérard Oury ed è stata la seconda collaborazione di Louis de Funès e Bourvil.
Il film, di produzione italo-franco-spagnola, è stato campione d'incassi in Francia nel 1965 con circa 11 740 000 spettatori.

## Trama
Mentre sta lasciando il suo appartamento a Parigi per andare in vacanza, Antoine Marechal ha un incidente d'auto: la sua 2CV è completamente distrutta dalla Rolls-Royce di Leopold Saroyan, il direttore di una società di import-export. Come compensazione per l'incidente, Saroyan offre a Marechal di andare a Napoli, dove troverà la Cadillac De Ville Convertible del suo migliore amico e avrà la possibilità di guidarla fino a Bordeaux, ovviamente con tutte le spese pagate. Quello che Marechal non sa è che Saroyan è il leader di una organizzazione criminale e che la Cadillac è piena di droga, oro e diamanti rubati. Marechal parte per la sua destinazione, ignaro di tutto, mentre Saroyan lo segue con discrezione, per vegliare sulla consegna.
Tuttavia, una banda di criminali italiani è venuta a conoscenza del piano di Saroyan e segue da vicino l'auto, cercando sempre l'occasione buona per impossessarsene.
Lungo la strada, la maggior parte dei beni illegali nascosti nella Cadillac viene perduta o rubata da parte di altri.

## Produzione

### Riprese
Il film è stato girato nelle seguenti location:
- Italia  :
  - Napoli: Bourvil prende in consegna la Cadillac vicino alla stazione marittima del porto; si dirigerà quindi verso il centro storico da via Nuova Marina. Il garagista gli installerà un paraurti nel Borgo Marinari dove si trovano noti ristoranti di un piccolo porto di pescatori. Dalle vicinanze, passerà l'elegante Hotel Vesuvio (ove alloggerà) e proseguirà il giorno dopo per la via costiera da via Caracciolo e poi verso le alture di Posillipo.
  - Afragola: via San Marco; si vede benissimo la chiesa omonima che Bourvil si ferma a fotografare prima di telefonare a Saroyan.
  - Area autostradale Teano-est, in direzione Roma-Napoli (A1 attuale) nei cui pressi Saroyan ha un guasto.
  - La via Flacca o "Strada statale 213 Via Flacca" nel sud del Lazio tra Sperlonga e Gaeta, dove ora sorge la discoteca "Il Sombrero". In questa sezione si trovano quattro tunnel. La scena dei gioielli gettati in mare è stata girata in un parcheggio tra la 2ª e 3ª galleria. Tuttavia, cronologicamente questa azione avviene "dopo" il passaggio per Roma (cioè sulla costa ligure, prima di Ventimiglia).
  - Roma (nei paraggi del Colosseo, del Vaticano e di Castel Sant'Angelo).
  - I giardini e le fontane di Villa d'Este a Tivoli per la scena degli scontri a fuoco tra gli uomini di Saroyan (Louis de Funès) e altri gangster.
  - Sutri
  - Pisa
  - Toscana
- Francia :
  - Bordeaux
  - Carcassonne e le sue fortificazioni medievali.
  - Mentone, posto di dogana a Pont Saint Louis.
  - Parigi: rue de la Montagne-Sainte-Geneviève e piazza Sainte-Geneviève (scena dell'incidente della 2CV), rue Gaillon (esterno al ristorante Drouant, dove Saroyan espone il suo piano).
  - Versailles: rue de l'indépendance américaine.
  - La Motte: scena del passaggio a livello.
  - Le Dramont (spiaggia): scena del bagno di mezzanotte di Ursula.

## Accoglienza

### Critica

Corpi a confronto

La trama del film si ispira ad un fatto realmente accaduto, dove un onesto commerciante (interpretato da Bourvil) viene utilizzato a propria insaputa da un trafficante (qui interpretato da de Funès) che si cela dietro un'attività di import-export, per spostare da Napoli a Bordeaux una Cadillac imbottita di diamanti e droga. La pellicola è girata poco negli studi e molto negli esterni reali e di conseguenza abbastanza costosa. L'azione dalla Francia si sposta in Italia (Napoli, Roma e in particolare Villa d'Este a Tivoli, Pisa). Molteplici sono le situazioni comiche: dall'incidente iniziale con l'auto di Bourvil che si disintegra per strada, all'esilarante scena girata nella doccia di un campeggio e che mette impietosamente a confronto il fisico di de Funès con quello di un culturista.
Col regista Oury, de Funès è libero di inventare "a caldo" le sue battute e le sue smorfie: "fra i due si instaura subito un'invidiabile sintonia" che continuerà quindi in altri film di successo (vedi per es. Tre uomini in fuga). La fotografia è curata da un vecchio amico del comico: Henri Decae. Il film sbanca il botteghino francese e nel 1965 si piazza al primo posto per numero di incassi, raddoppiati tra l'altro dal loro film successivo (il citato Tre uomini in fuga). Il trionfo è tale che il film conquista il premio per la migliore sceneggiatura al Festival di Mosca e Hollywood è tentata di farne un remake con Dean Martin al posto di Bourvil e Jack Lemmon nella parte di de Funès, ma il progetto alla fine salta.

## Riconoscimenti
- Migliore sceneggiatura al Festival di Mosca 1965[7]

## Curiosità
Una scena che fu tagliata dalla pellicola mostrava Louis de Funès intervistato dalla televisione italiana; le risposte dell'attore erano incomprensibili, prima di sbavare spudorato davanti ad un'altezzosa star del cinema, Michèle Morgan (all'epoca partner di Gérard Oury).